# المتبقيون (فلم)
المتبقيون (بالإنجليزية: The Holdovers) هو كوميديا درامية، وفيلم عيد الميلاد ‏ أُصدر في 10 نوفمبر 2023، في الولايات المتحدة. الفيلم من إنتاج ميرماكس، وتولّت فوكس فيتشرز، ويو آي بي دونا ‏، ومتجر مايكروسوفت توزيعه، وهو من إخراج ألكسندر باين، أما السيناريو فكان من كتابة ديفيد همنجسون ‏.

## القصة
تقع أحداث الفيلم في بوسطن.

## طاقم التمثيل
- بول جياماتي
  - كاري بريستون
  - دافين جوي راندولف